# Pineville (North Carolina)
Pineville is een plaats (town) in de Amerikaanse staat North Carolina, en valt bestuurlijk gezien onder Mecklenburg County.

## Demografie
Bij de volkstelling in 2000 werd het aantal inwoners vastgesteld op 3449.
In 2006 is het aantal inwoners door het United States Census Bureau geschat op 3784, een stijging van 335 (9,7%).

## Geografie
Volgens het United States Census Bureau beslaat de plaats een oppervlakte van
9,2 km², geheel bestaande uit land.

## Plaatsen in de nabije omgeving
De onderstaande figuur toont nabijgelegen plaatsen in een straal van 16 km rond Pineville.

## Geboren
- James Polk (1795-1849), 11e president van de Verenigde Staten (1845-1849)
- Walter Davis (1954-2023), basketballer